# Орфей спускается в ад
«Орфей спускается в ад» (англ. Orpheus Descending) — драма Теннесси Уильямса 1957 года, относящаяся к течению южной готики. Пьеса является переработкой более ранней пьесы Уильямса «Битва ангелов» (The Battle of Angels, 1940), холодно принятой публикой. Пьеса «Орфей спускается в ад» была поставлена на Бродвее в 1957 году, и шла короткое время без особенного успеха.
Русский перевод Якова Березницкого.

## Сюжет
Сюжет пьесы разворачивается в провинциальном маленьком городе одного из южных штатов США.
Основное действие происходит в «Универсальном магазине» Джейба Торренса, старого, озлобленного на жизнь человека. Джейб болен, ему недавно сделали операцию, и все заботы о магазине и о кондитерской, открытие которой планируется на ближайшие дни, ложится на плечи его жены — Лейди Торренс. Лейди известна своим незаурядным прошлым, которое с удовольствием обсуждают соседки, несколько вульгарные особы — Долли Хэмма и Бьюла Биннингс. Они рассказывают, что отцом Лейди был некий Итальяшка, владевший кафе и виноградником на берегу Лунного озера и сколотивший себе состояние на незаконной торговле спиртным во времена сухого закона. Кончил он плохо — стал продавать спиртное неграм, а этого местное «Святое братство» (аналог «Ку-клукс-клана») простить не могло. Они прискакали ночью и сожгли кафе на Лунном озере, и Итальяшка погиб в огне, пытаясь спасти своё имущество. Особо упоминается виноградник, устроенный на участке. В нём юная Лейди встречалась с Дэвидом Картриром.
На сцене появляется и несколько взбалмошная Кэрол Картрир. Округа платит ей за то, чтобы она здесь не появлялась, но Кэрол не слишком придает значения взятым на себя обязательствам. Пока соседки осуждают и судачат о Кэрол, в магазине появляется новое действующее лицо — Вэл Зевьер. Его приводит жена шерифа, Ви. По её словам парень ищет работу и мог бы помочь Лейди, пока Джейбу нездоровится. Вэла сопровождает его гитара, на которой он играет балладу самого Теннесси Уильямса «Райские травы».
Лейди оставляет Вэла приказчиком, пленяясь его умением говорить и утешать, а возможно и красивой внешностью. Медленное пробуждение хозяйки магазина к жизни, оставленной ею в момент разрыва с Картриром, перемежается разговорами Вэла с прочими обитателями. Кэрол безуспешно домогается молодого человека. Ви делится с ним своими видениями, показывает ему свои картины. Происходит и встреча Лейди с Дэвидом, из которой становится известно, что Лейди была беременна от него, но потеряла ребёнка. Мужчины же смотрят на Вэла настороженно и не доверяют его красоте.
Их подозрительность достигает высшей точки, когда ревнующий шериф предлагает парню покинуть город до восхода.
Незадолго до этого, представляя нового приказчика мужу, Лейди рассказывает Джейбу о своих нововведениях касательно магазина и кондитерской. Связь с Вэлом пробуждает в ней желание жить и творить, она планирует грандиозное открытие кондитерской. В разговоре с Джейбом, которому все это не слишком по душе, она внезапно узнает, что именно её муж был предводителем в ту ночь, когда сожгли её отца.
Финальная сцена происходит в кондитерской, за несколько часов до её открытия. Вэл пытается уехать, Лейди пытается его удержать, а когда становится ясно, что молодой человек все же покинет город, решает уехать вслед за ним. В процессе убеждений и разговора со спустившейся вниз сиделкой Джейба, выясняется, что Лейди беременна от Вэла. Именно тут миссис Торренс и рассказывает Вэлу, что впервые чувствует себя по-настоящему живой, благодарит его, что он вернул ей жизнь.
Спустившийся не вовремя Джейб приходит в ярость и начинает стрелять. Лейди прикрывает своим телом Вэла, и Джейб зовет на помощь, обвиняя приказчика в убийстве. Вэл убегает, мужчины-соседи бросаются в погоню и сжигают его заживо с помощью паяльной лампы.За сценой слышны страшные предсмертные крики Вэла.

## Символика пьесы
По всему тексту пьесы проводится тесная аналогия с мифом об Орфее (Вэл — Орфей, Лейди — Эвридика, Джейб — Аид). Так, Вэл играет на гитаре, что производит сильное впечатление на окружающих (аналогия с Орфеем, который звуками кифары усмирял диких зверей). Главная сюжетная линия соответствует мифу об Орфее: происходит пробуждение Аида за счёт живительной силы искусства, но Орфею не удаётся окончательно вывести Эвридику. Шериф и два его помощника, по-видимому, символизируют Цербера.

## Экранизации
- Из породы беглецов (The fugitive kind, 1960)[2], режиссёр Сидни Люмет, сценарий Теннесси Уильямса, в главных ролях Марлон Брандо и Анна Маньяни.
- Орфей спускается в ад (Orpheus descending, 1990)[3], режиссёр Питер Холл, сценарий Питера Холла, в главных ролях Кевин Андерсон и Ванесса Редгрейв.
- Орфей спускается в ад / Orpheus steigt herab — телефильм ГДР 1965 года.